# The Missing Witness (film 1916)
The Missing Witness è un cortometraggio muto del 1916 diretto da Herbert Brenon.

## Produzione
Il film fu prodotto dall'Independent Moving Pictures Co. of America (IMP).

## Distribuzione
Fu distribuito dall'Universal Film Manufacturing Company.